# Debrecín
Debrecín (maďarsky  Debrecen, slovensky Debrecín, německy Debrezin) je město ve východním Maďarsku. Je správním městem župy Hajdú-Bihar. Žije zde přibližně 202 tisíc obyvatel. Je tak druhým největším maďarským městem. Debrecínu se přezdívá „kalvínský Řím“, kvůli protestantskému reformovanému vyznání zdejšího obyvatelstva. Po městu jsou také pojmenovány debrecínské párky. Je duchovním, kulturním, ekonomickým, turistickým a dopravním středobodem východního Maďarska, statistické oblasti Severní Velká nížina a krajiny Tiszántúl a jedno z nejdynamičtěji se rozvíjejících měst v zemi.

## Název
Město je poprvé připomínáno v roce 1235 pod názvem Debrezun. Podle jedné z teorií je slovanského původu a odvozené od slova dobrý, např. srovnatelně s polským názvem města Dobrzyca. Též mohlo vzniknout zkomolením původního slovanského označení jako dobře ceněné místo (polsky dobrze cenione) nebo místo s dobrou zemí. Podle jiné teorie je turkického původu, a to od slova debresin, které označuje život nebo stěhování.

## Přírodní poměry, poloha a klima
Debrecín leží ve východní části země, při hranici s Rumunskem, na rozhraní dvou regionů: Hajdúhát a Nyírség. Je umístěn 190 km východně od Budapešti a 30 km od rumunských hranic, 90 km jižně od Miskolce a cca 60 km severně od Oradei v Rumunsku. Město Nyíregyháza je vzdálené 46 km severně.
Západně od Debrecínu se nachází národní park Hortobágy. Severně a východně od Debrecína leží rozsáhlé lesy, zatímco krajina západním směrem je intenzivně zemědělsky využívána. Ve všech směrem okolo města leží rovina. Z celkové rozlohy města 461,6 km2 činí zhruba 100 km2 zemědělsky využívané oblasti, léky a méně využívané plochy.
Průměrná roční teplota se pohybuje okolo 10 °C ročně. Nejteplejším měsícem je červenec s průměrnou roční teplotou 20 °C a nejchladnější leden s teplotou −2 °C. V roce 2013 zde byl naměřen nejvyšší počet hodin slunečního svitu v zemi, a to 2 321,7 hodin. Průměrná hodnota se pohybuje nicméně okolo dvou tisíc.

## Historie

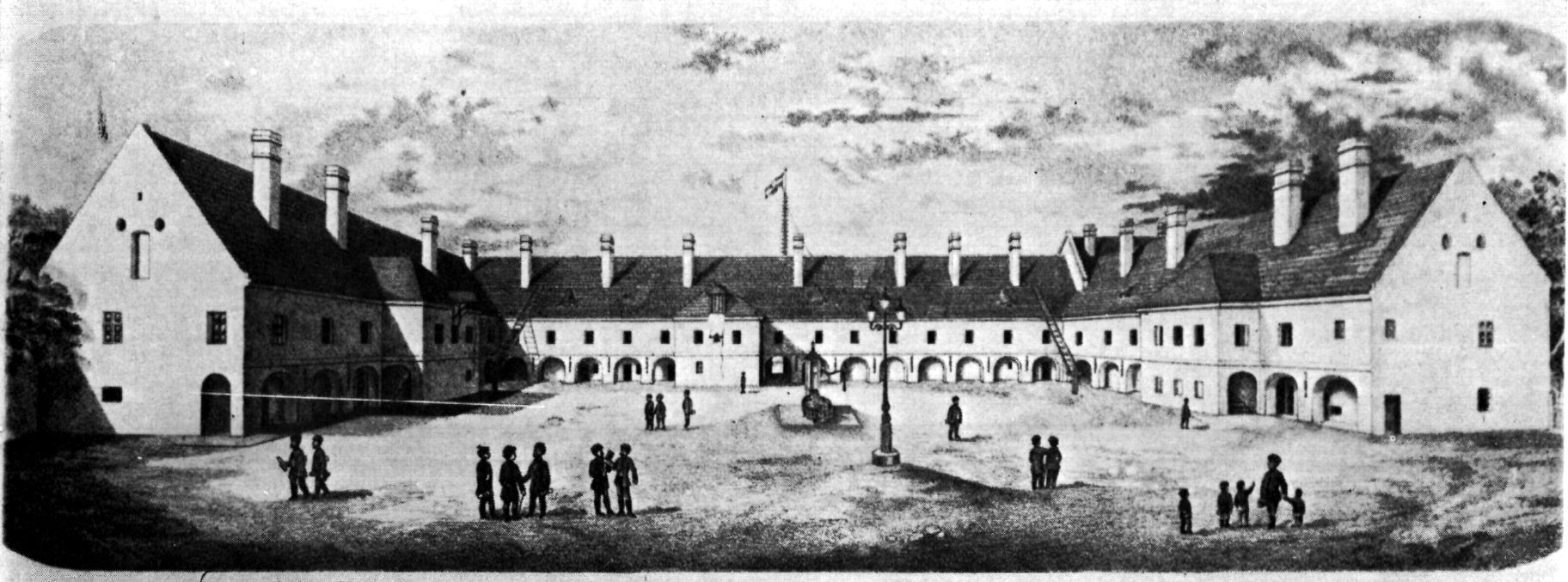
Reformovaná kolej v Debrecínu.

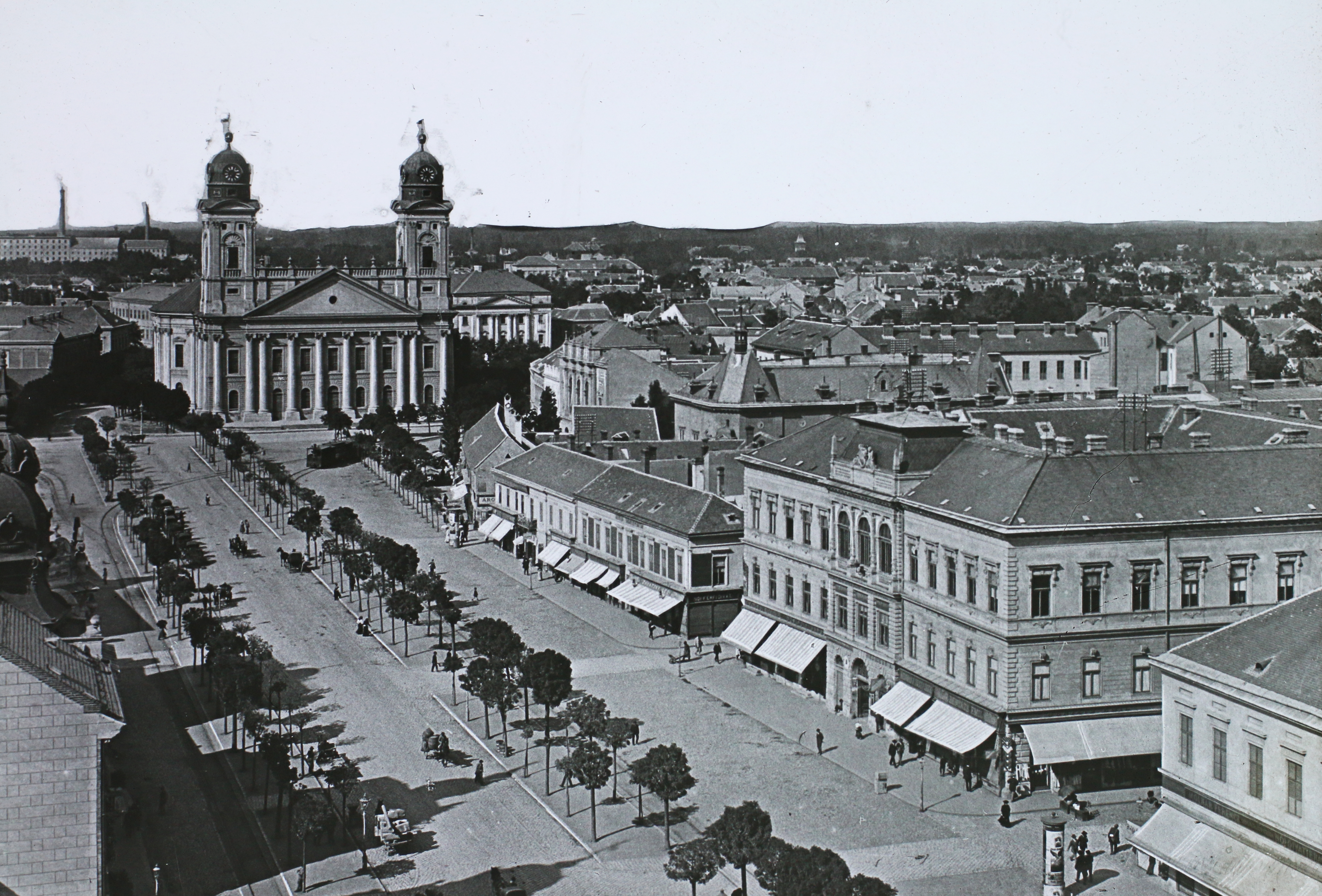
Střed města v roce 1912.

Okolí města bylo osídleno již v prehistorických dobách. V lokalitě se vystřídala řada kmenů a kultur (např. Vandalové, Gótové, Sarmati, Avaři a další. Vojenský tábor zde měla v blízkosti dnešního města také Římská říše. Když sem na konci 9. století dorazili Maďaři, nalezli zde slovanskou/staroslovenskou kolonii. Na místě současného Debrecínu se nacházela malá osada ještě před mongolským vpádem do Evropy. V době vlády dynastie Arpádovců v Uhrách zde stál již kostel sv. Ondřeje, okolo něhož se postupně rozrůstalo stálé osídlení.
V roce 1361 uherský král Ludvík I. udělil občanům města právo volit si vlastní radu a zastupitelský sbor. Tím byl založen začátek místní samosprávy.
Vzhledem k své poloze na východě dnešního Maďarska (a také Panonské nížiny) však bylo (ještě díky chybějícímu opevnění) snadným cílem pro postupující Turky. Během této doby se zde rozšířily myšlenky kalvinismu.
Po osvobození mu byla v roce 1693 z rozhodnutí Leopolda I. navrácena městská práva. Na konci 18. století žilo v Debrecínu třicet tisíc lidí. Nárůst obyvatelstva znamenal proměnu středu města.
Po dobytí Budy bylo od ledna 1849 hlavním městem maďarské revoluce a boje za nezávislost. Po porážce Kossuthovy armády u města Mór bylo rozhodnuto přesunout hlavní stan právě sem. Lájos Kossuth prohlásil Debrecín za strážce maďarské svobody. Zde uherský sněm prohlásil nezávislost Uher a svrhl Habsburky z trůnu. V roce 1857 byla do města zavedena železnice ze Szolnoku. Díky ní později vznikly první moderní továrny, které dále iniciovaly populační růst. Rostly nové měšťanské domy, banky, nemocnice, kostely a vše, co město závěru 19. století potřebovalo k svému životu.
Po první světové válce se Debrecín ocitl poblíž nově ustanovené hranice s Rumunskem. Jeho "rivalské město" Oradea (maďarsky Nágyvarad) se ocitlo na území cizího státu. Hranice byla vytyčena cca 30 km východně od města.
Meziválečné období přineslo mírný rozvoj infrastruktury, např. výstavbu stadionu. Debrecín se začal více orientovat na cestovní ruch a školství. Nový rekreační areál vznikl ve Velkém lese (maďarsky Nagyerdő). V roce 1920 překročil počet obyvatel hranici sta tisíc.
Těžké škody městu přinesla až druhá světová válka. Město bylo několikrát bombardováno. Zhruba dvě třetiny Debrecína byly závažně poškozeny a okolo polovina všech domů se změnila v ruiny. V závěru roku 1944 přes město postupovala Rudá armáda, která jej dne 20. října 1944 také obsadila (tzv. Debrecínská operace). Před dobytím Budapešti zasedal v Debrecíně jednou také maďarský parlament a byla zde ustanovena i dočasná vláda.
Po skončení konfliktu byla realizována dlouhodobá a nákladná obnova města. Místní podniky byly nicméně orientovány především na trhy ve východní Evropě nebo v tehdejším SSSR. Jednalo se hlavně o velké závody a těžký průmysl. V samotném Debrecínu převyšoval podíl těžkého průmyslu celonárodní průměr.
V roce 1956 se místní studenti přidali k protestu proti dobovým poměrům. Došlo ke střelbě, následně se během podzimu začalo stále více lidí přidávat na stranu protestujících. Situaci skončila až sovětská invaze do Maďarska v listopadu téhož roku.
V roce 1982 dosáhl počet obyvatel Debrecína dvou set tisíc. Modernizace města a výstavba panelových sídlišť se nevyhnula ani jemu. Obytné soubory vyrostly také ale dále od centra města. Přestavovány byly ale i některé třídy v samotném centru, např. Csapó utca.
Ekonomický rozvoj města v 90. letech poznamenala hospodářská a politická transformace. Debrecín se stal městem, které je v Maďarsku vnímané především jako brána do sousedního Rumunska, v souvislosti se vstupem Maďarska do EU a pozdějším vstupem východního souseda nicméně došlo k provázanosti místní ekonomiky s rumunskou. Později byla postavena i dálnice přímo k rumunské hranici. V současném století bylo centrum města bylo kompletně přebudováno, vznikla pěší zóna s ohromnou kašnou. V roce 2023 postoupil Debrecín do finále výběru Evropského města kultury, nicméně neuspěl. Porazilo jej město Veszprém.

## Obyvatelstvo
Podle údajů ze sčítání lidu 2011 činil celkový počet obyvatel Debrecínu 211 320 osob. 38,6 % obyvatel župy Hajdú-Bihár žije právě v Debrecíně. Počet obyvatel dlouhodobě klesá; klesající tendenci začal mít dlouhodobý růst po roce 1989 a od roku 1996 se jednalo již o výrazný úbytek, který byl způsoben nízkou mírou porodností ve městě a vysokou úmrtností. Ve srovnání s celomaďarským průměrem z této doby byl nicméně propad mnohem méně drastický. Město nicméně předpokládá výrazný růst počtu obyvatel do budoucna.
209 782 z nich uvedlo svůj mateřský jazyk jako maďarštinu. 84 % obyvatel se hlásí k maďarské národnosti, 0,6 % k romské, 0,3 k německé a 0,2 % k rumunské. 15,1 % obyvatel neuvedlo svojí národnostní příslušnost.
Z náboženského hlediska se 24,8 % obyvatel hlásí ke kalvinismu, 11,1 % k Římskokatolické církvi, 5,1 % k Řeckokatolické církvi, 0,4 % k baptismu. Řeckokatolická církev je přítomna od počátku 20. století, kdy několik set lidí tohoto vyznání migrovalo do města. Zhruba čtvrtina debrecíňanů (25,55 %) hodnotu neuvedla, další čtvrtina není nábožensky aktivní. Mezi lety 1814 až 1944 žila v Debrecíně rovněž i méně početná komunita židů, která z velké části nepřežila druhou světovou válku a holocaust. V létě 1944 byli místní židé deportování do koncentračního tábora Osvětim (Auschwitz), předtím ale byli sestěhováni do ghetta. Několik tisíc z nich přežilo a emigrovalo do Izraele po roce 1948. Malá židovská komunita se udržela ještě na venkově v okolí.

### Historický vývoj počtu obyvatel
- 1850 – 30 306
- 1857 – 36 283
- 1869 – 46 111
- 1880 – 51 122
- 1890 – 56 940
- 1900 – 70 377
- 1910 – 87 221
- 1920 – 97 933
- 1930 – 111 778
- 1940 – 119 608
- 1950 – 110 963
- 1960 – 129 834
- 1970 – 162 313
- 1980 – 191 494
- 1989 – 219 251 (nejvyšší počet obyvatel)
- 1990 – 212 235
- 2000 – 203 648
- 2008 – 205 084
- 2011 – 208 016
- 2021 – 200 974

## Ekonomika

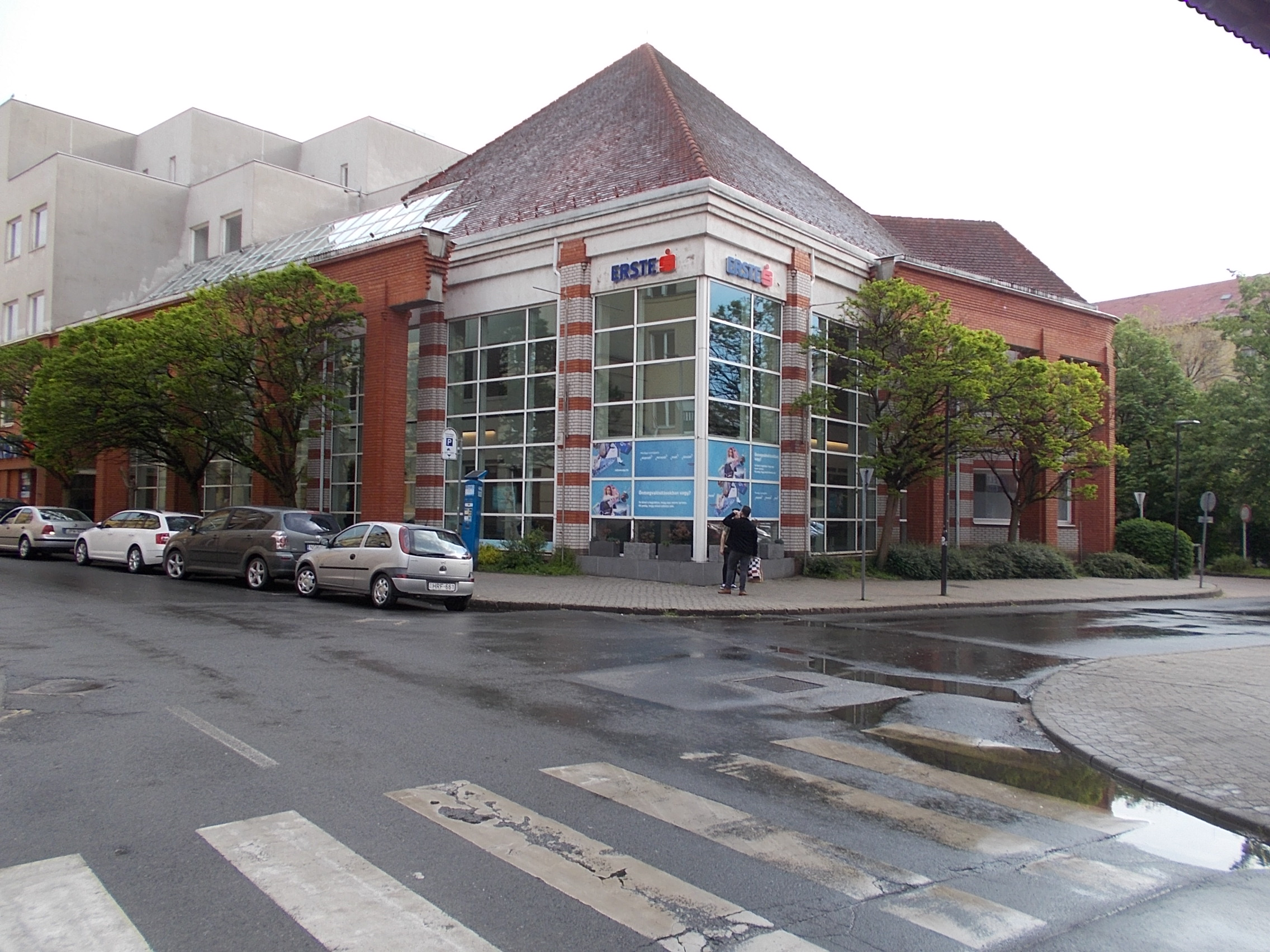
Pobočka banky.

Tradiční byl vždy průmysl potravinářský[zdroj?], později ve 20. století se zde investovalo do výstavby závodů na výrobu součástek do automobilů. Průmyslové oblasti se nacházejí buď v blízkosti železničních tratí, nebo (novější) při dálnici M35 na západním okraji Debrecínu. V současné době jsou evidovány u Debrecína celkem čtyři a to: Severozápadní (největší, při dálnici), jižní (při letišti), vědecký park a nakonec Regionální a inovační park. Dva poslední se nachází blíže středu města.
V Debrecínu má být zprovozněn automobilový závod společnosti BMW, vybudovaný náklady 1 miliardy eur, dodávat součástky by měl v roce 2025. Umístěn by měl být v severozápadním průmyslovém parku. Čínský investor zde také v třetí dekádě 21. století budoval závod na výrobu baterií do elektromobilů. Umístěn má být v jižním průmyslové zóně. Obdobný podnik chce postavit i BMW. Mezi zahraniční investory, kteří jsou v Debrecínu přítomni, patří také Thyssenkrup, Diehl Aviation, Krones Continental a další. Maďarská vláda také investuje do výstavby průmyslové zóny na jižním okraji města.
Ve městě pracuje okolo 40 000 lidí v průmyslu, z toho 18 000 ve strojírenství nebo ve výrobě dopravních prostředků/vozidel.
V 90. letech 20. století se město v souvislosti s ekonomickou transformací rozhodlo rozšiřovat a modernizovat místní brownfieldy. Na rozdíl od jiných maďarských měst nebyl nikdy Debrecín centrem rozsáhlého industrializačního programu (např. jako Miskolc), což usnadnilo transformační proces a odstranilo problémy s rekvalifikací tisíců dělníků. Město se snaží i nadále být atraktivní pro zahraniční investory. Jen v nedávné době získal Debrecín zahraniční investice za 2 miliony eur, vzniknout má 8000 pracovních míst.
V Debrecínu se měla také vyrábět vakcína Sputnik V v ruské licenci, závod v rámci místní univerzity měl být dokončen do konce roku 2022.
Mezi pravidelné veletrhy a akce hospodářského významu patří Mezinárodní farmářský veletrh (anglicky Farmer Expo International). Veletrh se etabloval díky intenzivní spolupráci místního průmyslu s vysokou školou.
Debrecín je také turistickou destinací; roku 2016 jej navštívilo zhruba sto padesát tisíc návštěvníků, dvě třetiny z nich byli Maďaři a jedna třetina byli turisté ze zahraničí. V průměru zde strávili zhruba něco přes dva dny. Celkový počet přenocování činil v roce 2007 393 tisíc. Popularita města v letech 1990 až 2010 rostla především u domácích, spíše než zahraničních návštěvníků.

## Kultura a pamětihodnosti

### Pamětihodnosti

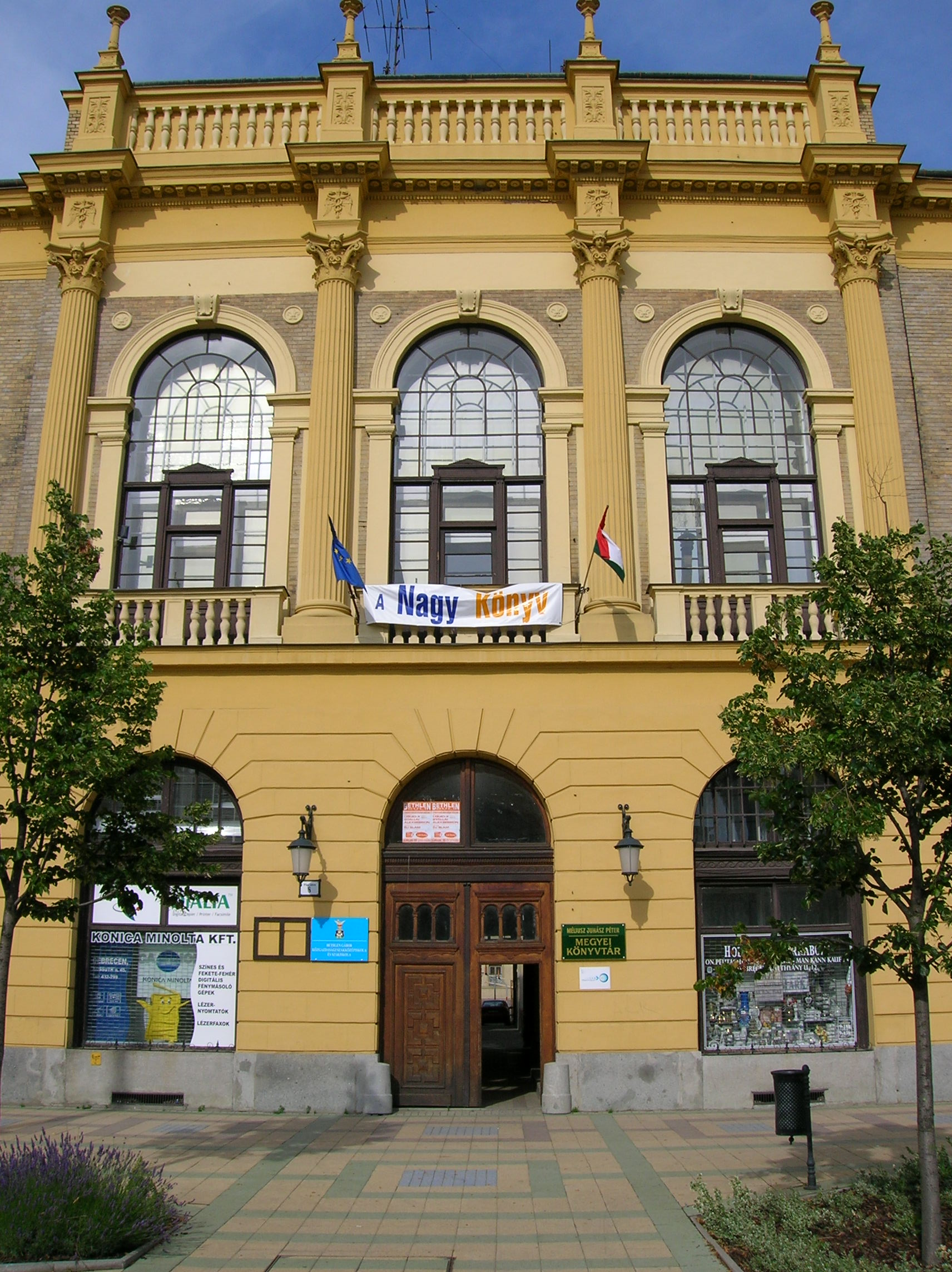
Bývalá budova okresní knihovny na hlavním náměstí (do 2007, dnes obytný dům).

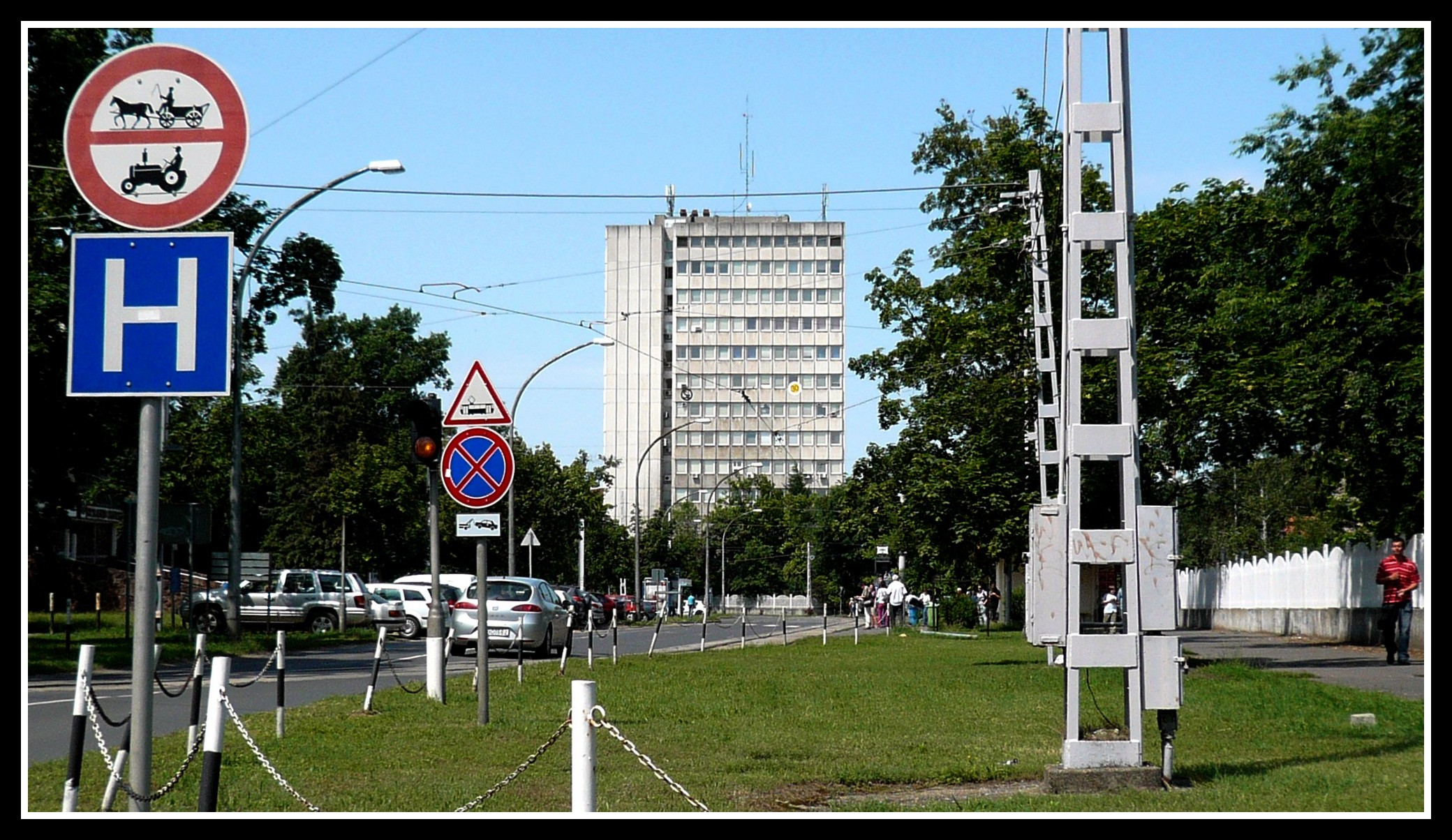
Tramvajová trať a bývalá hlavní budova lékařské univerzity ve Velkém Lese (Nagyerdő).

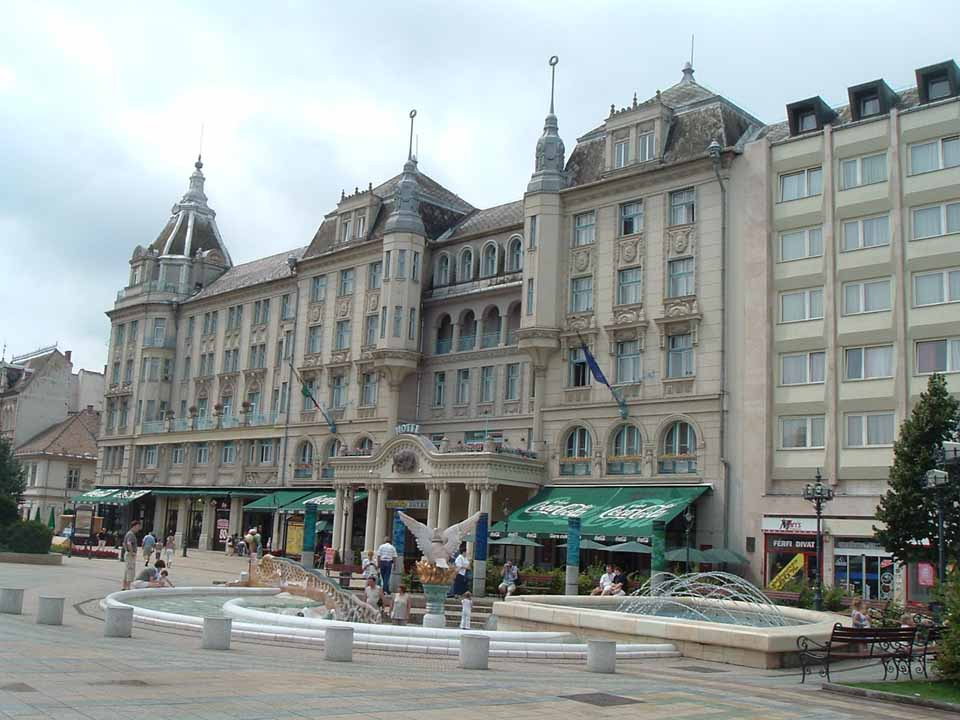
Hotel Zlatý Býk (Aranybika Szálló) na hlavním náměstí.

Na území města Debrecína se nachází okolo 200 staveb, které mají různou formu ochrany, 101 z nich jsou kulturní památky.
- Velký reformovaný kostel (maďarsky Nagytemplom – klasicistní stavba z let 1819–1821; symbol města a s kapacitou 3 000 míst, největší kostel kalvínského vyznání v Maďarsku.
- Malý reformovaný kostel – původní sídlo kalvínské církve, stavba z roku 1726 přestavěna; v ulici Széchenyi
- Kolej reformované církve – založena r. 1568, po požáru města z r. 1802 do roku 1816 přestavěna v klasicistním stylu; na Kálvin tér – Kalvínově náměstí
- Katedrální kostel sv. Anny – římskokatolický pozdně barokní kostel z r. 1746, při něm někdejší piaristická kolej, nyní sídlo spojené římskokatolické diecéze Debrecín–Nyíregyháza
- Červený kostel – cihlová stavba v Kossuthově ulici (maďarsky Kossuth utca).
- Řeckokatolický chrám – na Attilově náměstí (Attila tér),
- Déri-Múzeum – muzeum města a galerie s velkou sbírkou maleb a soch, historizující budova z 20. let 20. století.
- Hotel Aranybika (Zlatý štír) – založen r. 1915, větší část dostavěna za socialismu, v Bartókově sále se pořádají koncerty
- Csokonai Színház – divadelní a operní dům, postaven v letech 1861–1865. Nese název po Mihálym Csokonaiovi
- Termální lázně
- Univerzita Debrecín – také Univerzita Lajose Kossutha na Egyetem tér (Univerzitním náměstí), hlavní budova a sídlo rektorátu
- Ortodoxní synagoga, postavena r. 1894; v ulici Pásti utca
- Větrný mlýn Hortobágy szélmalom (nyní Malom hotel) – na rohu Böszörményi út, kdysi největší ve střední Evropě, poškozený přestavbou na hotel
- Mizarlik – budova krematoria s parkem a jezírkem
- Lesní železnice Zsuzsi, nacházející se v blízkosti města.
- jezero Békás s parkem, nejstarší chráněné přírodní území ve městě.[28]
- Univerzitní botanická zahrada, založená roku 1928.
- Divadlo Csokonai-forum,[29] které bylo dokončeno roku 2022 po 14 letech výstavby.[30]
- Architektonicky zajímavý veřejný hřbitov (maďarsky Debreceni Köztemetőt), postavený v roce 1932.

### Kulturní instituce
Od 16. století je Debrecín duchovním a kulturním centrem regionu, o což se postarala především reformace a místní univerzita. Jako centrum žurnalistiky ve druhé polovině 19. století přitahoval i řadu v té době v Uhersku významných novinářů (Gábor Oláh, Magda Szabóová, Miklós Tóth-Máté) apod.
Již zmíněné Déri-Múzeum funguje také jako městské muzeum a mělo by být kompletně obnoveno v roce 2023.
V roce 1789 byla v Debrecínu založena Společnost Národního divadla, která svá představení pořádala v aréně pro hosty Fehér Ló (na místě dnešního župního domu). Později bylo postaveno i kamenné divadlo. Mezi známé osobnosti maďarského divadla, které zde vystupovaly, patří např. Jenő Krémer, Ernő Bércky, Lili Rózsa, Kálmán Rózsahegyi, nebo Gyula Csortos). Od roku 1975 zde působí i loutkové divadlo Vojtina.
Pro potřeby výstav a dalších kulturních událostí slouží budova MODEM, která byla otevřena v roce 2006. Kromě toho se zde konají různé hudební akce, literární večery apod. V roce 2020 se v budově konala akce Little Night Slam, kde se šampiony staly týmy Talented a Other Slam reprezentované Annou Katschthaler a Szabolcs Tóthem.

### Kulturní akce
Každý rok se pravidelně od roku 1966 v závěru srpna koná v Debrecínu karneval květin. Mezi další pravidelné kulturní akce patří debrecínské Jazzové dny, dále soutěž chórů Bély Bartóka a Mezinárodní festival vojenské hudby.
Z Debrecínu je původem maďarská skupina Tankcsapda.
Město bylo dříve součástí župy Hajdú. Den města se slaví 11. dubna

## Doprava

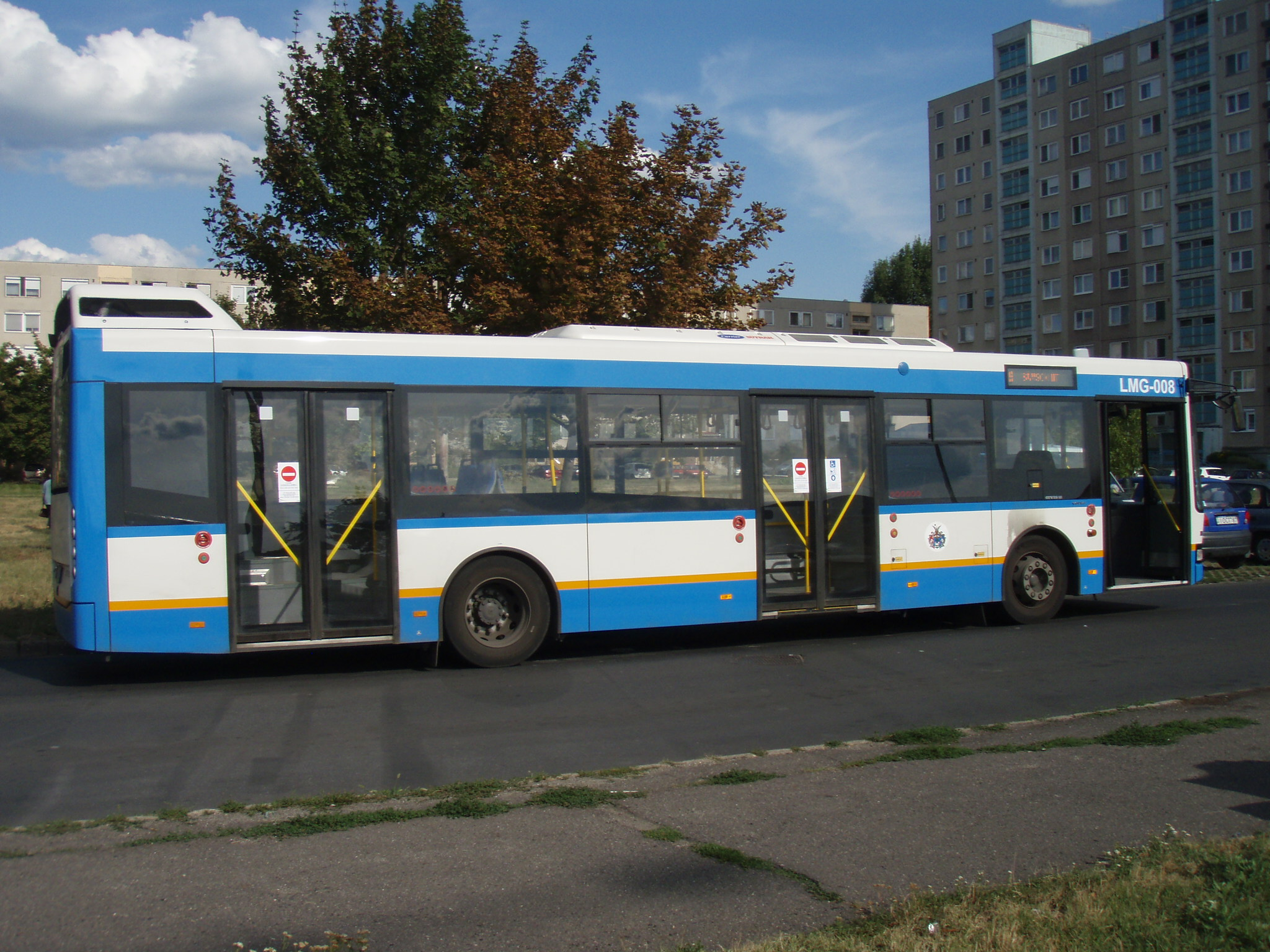
Městský autobus v Debrecínu.

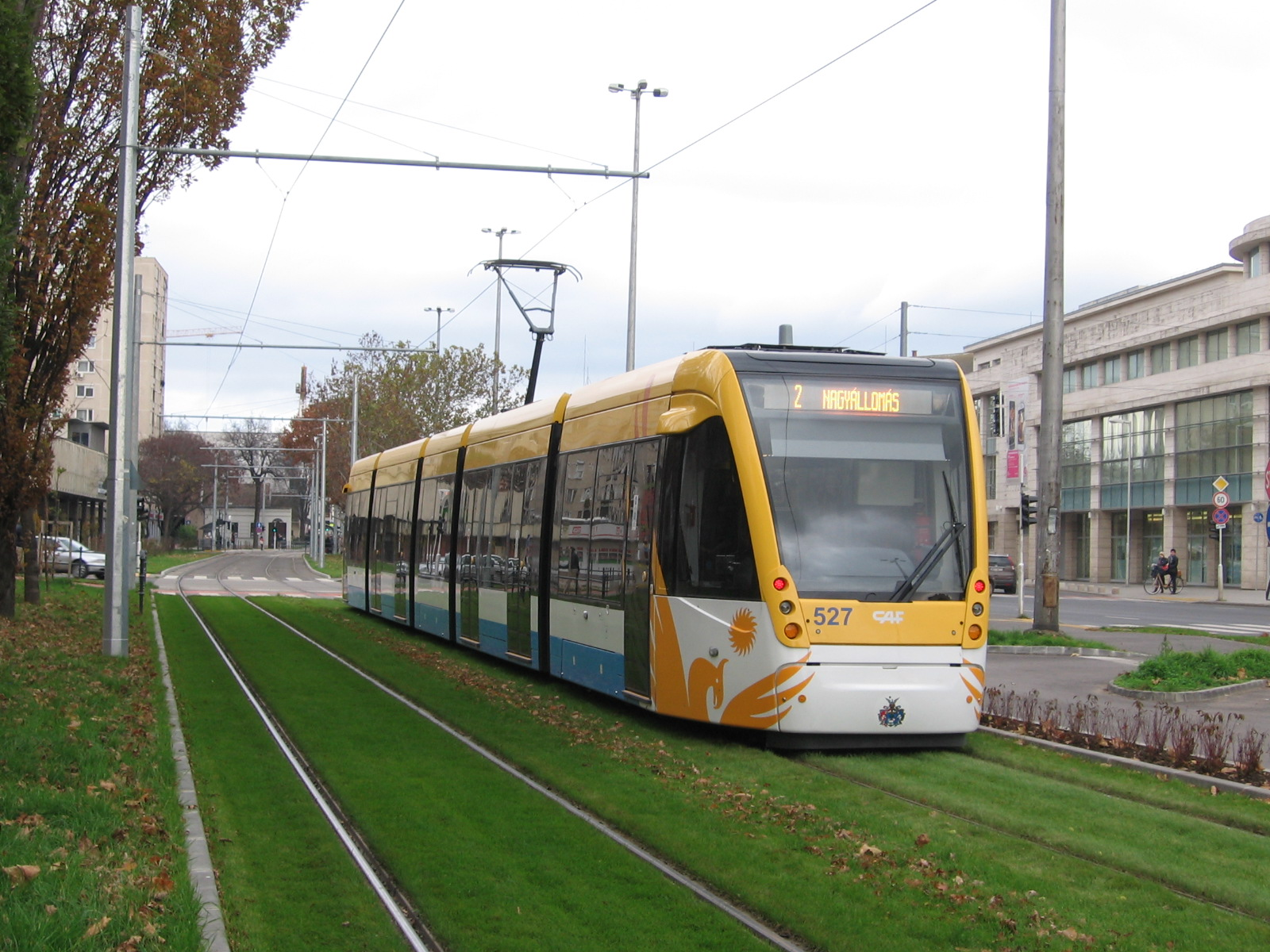
Debrecínská tramvaj.

Debrecín je významnou silniční i železniční křižovatkou.
Železniční trati směřují do měst Tiszalök, Nyíregyháza, Nyírbátor, do rumunského Valea lui Mihai, Püspökladány a Füzesabony. Hlavní železniční nádraží představuje velkolepá modernistická budova, která byla dokončena roku 1961 a nahradila za druhé světové války zničené nádraží při bombardování. V okrajových částech Debrecínu se nachází různé železniční zastávky (Debrecen-Csapókert, Debrecen-Kondoros, Debrecen-Szabadságtelep a Tócóvölgy). Město má celkem 18 vlakových nádraží a zastávek. Z Debrecínu pravidelně směřoval vlak Hortobagy do Vídně.
V Debrecínu také existuje úzkorozchodná trať Zsúzsi, která je oblíbená mezi návštěvníky města.
Město má přímé dálniční spojení s Budapeští a Rumunskem prostřednictvím dálnice M3 (do Budapešti) a dálnice M35 (do Oradei v Rumunsku). Jen z okolí do 40 km od města denně dojíždí za prací a zábavou do Debrecína 35 000 lidí, 10 000 z nich automobilem a zbytek veřejnou dopravou. Na 1000 obyvatel města připadá 310 automobilů.
V blízkosti Debrecína se nachází i mezinárodní letiště, které bylo v poslední době kompletně rekonstruováno. Od roku 1994 investovalo město Debrecín do jeho rozvoje 5 miliard HUF. Letiště před koronavirovou pandemií v roce 2020 odbavovalo ročně 380 000 cestujících a v roce 2022 dosáhlo 230 000 odbavených.
Městskou dopravu zde zajišťují tramvaje (dvě tramvajové linky na jedné trati; provoz parní tramvaje byl zahájen roku 1884), trolejbusy a autobusy. Výhledově je zvažována myšlenka mezistátní meziměstské tramvajové trati do rumunského města Oradea. Městskou dopravu využívá 35 % obyvatel města. Provozovatelem je společnost maďarsky Debreceni Közlekedési Vállalat vlastněná městem.
V roce 2016 byl v Debrecínu iniciován bikesharingový program s názvem Unibike. Síť cyklistických stezek je dobře rozvinutá především v severní části města.

## Školství
Debrecín je od 16. století intelektuálním a kulturním centrem svého regionu. Tento status získalo město díky dlouhé tradici vlastní univerzity i přítomnosti protestantství. V současné době je tak jedním z největších univerzitních center v zemi, s nejstarší univerzitou v Maďarsku. Ta má 14 fakult celkem a roční rozpočet ve výši cca 123 miliard HUF. Studuje zde většina (4 200) zahraničních studentů z maďarských univerzit. Celkem ve městě je na třicet tisíc studentů. Univerzita má vlastní kampus, který leží na severním okraji města. Studium v cizích jazycích je oblíbené a městem podporované ve snaze vytvořit vhodnější prostředí pro zahraniční investice.
V Debrecínu studuje celkem několik desítek tisíc studentů na různých typech škol. Častá je nicméně emigrace vzdělané pracovní síly buď do Budapešti nebo do zahraničí.
Ve městě se nachází 45 školek, 36 základních škol a 37 škol středních.

## Sport a rekreace

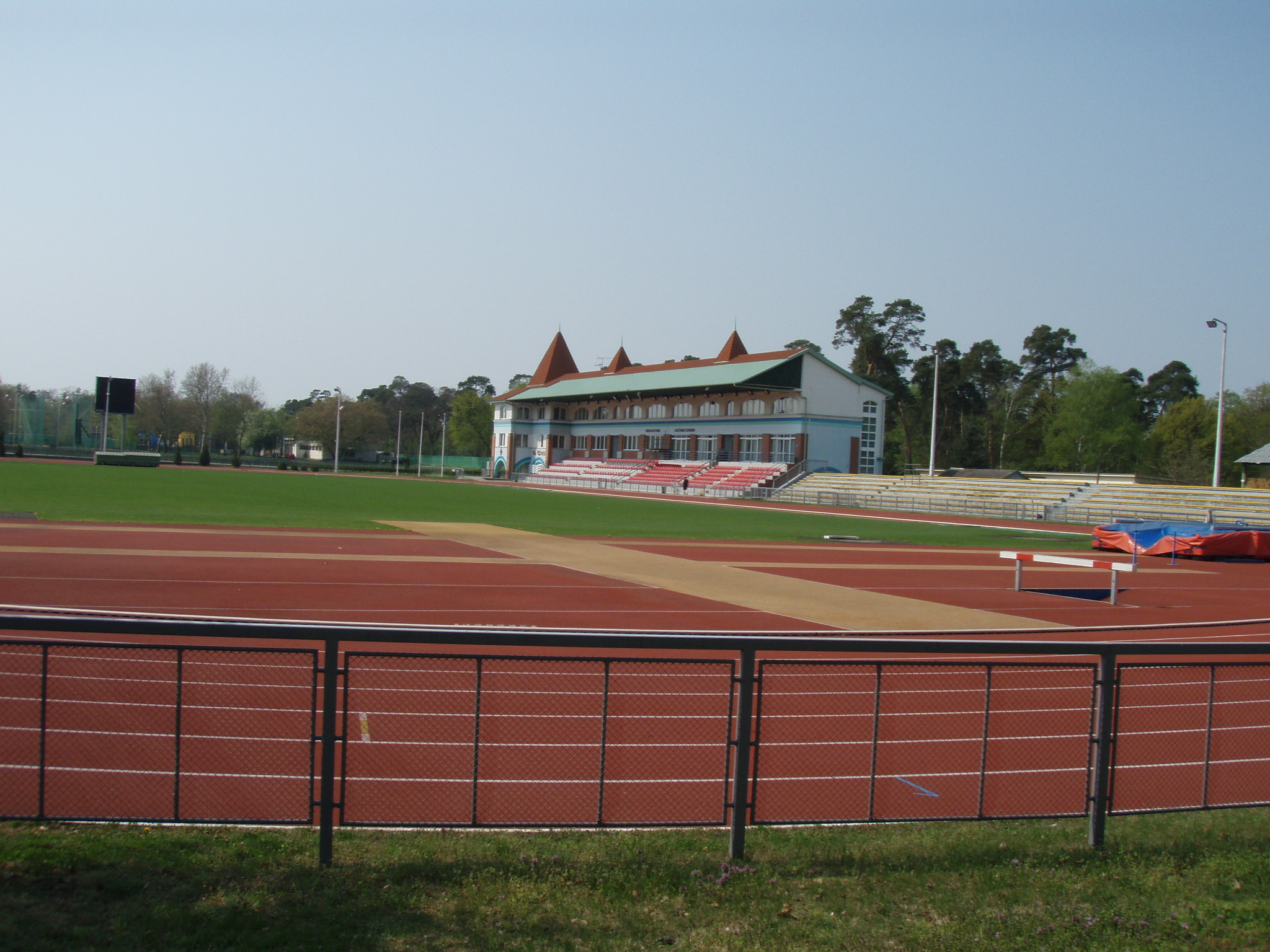
Atletický stadion.

V severní části města se při univerzitním kampusu a velkém lese nachází rozsáhlý areál určený pro různé sporty a rekreaci. Jeho součástí jsou fotbalové stadiony, lázně (rekonstruované na počátku 21. století), zoologická zahrada, divadlo pod širým nebem apod. V posledních 20 letech byl postaven krytý plavecký bazén, krytá sportovní hala a atletický stadion.
Jako další rekreační oblast se začíná etablovat prostor jihovýchodně od Debrecína s názvem Erdőspuszta. Stojí zde řada rekreačních objektů, vedou sem turistické trasy a stojí tu několik vyhlídek.
Nejznámějším fotbalovým týmem z města je Debreceni VSC. Hraje na moderním stadionu, který byl dokončen roku 2014 (maďarsky Nagyerdei Stadion). Barvy týmu jsou červená a bílá. Tým vyhrál maďarskou ligu v letech 2005, 2006, 2007, 2009, 2010 a 2012. Známý je také pod přezdívkou Loki, která odkazuje na název Lokomotiva z období před rokem 1989.
Od roku 2000 se v Debrecíně konalo přes 10 významných sportovních akcí, mezi které patří např. Evropské mistrovství mužů a žen v gymnastice nebo Mezinárodní šampionát atletiky mládeže. Město se také neúspěšně ucházelo o pořádání 1. olympijských her mládeže.

## Galerie

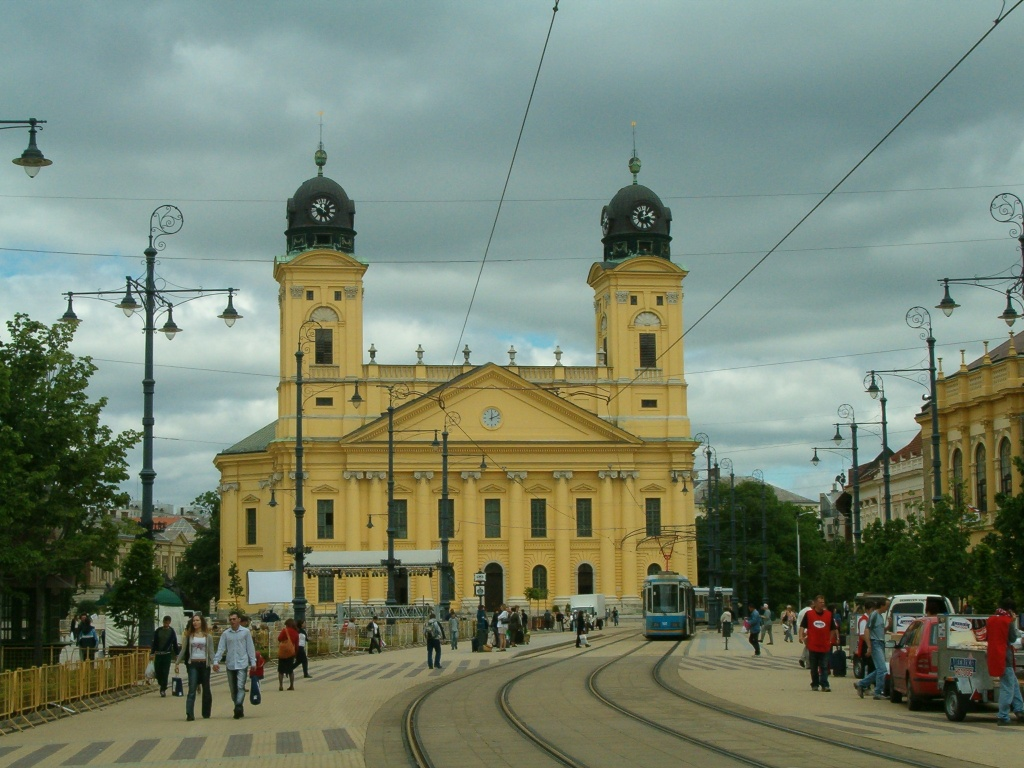
Velký reformovaný kostel
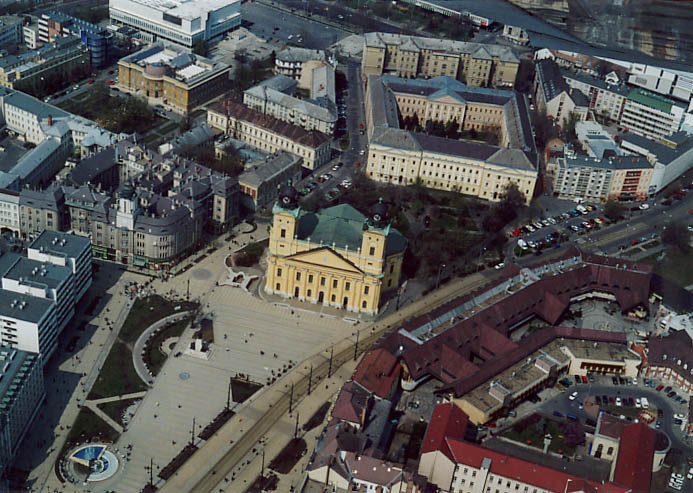
Centrum s Velkým reformovaným kostelem
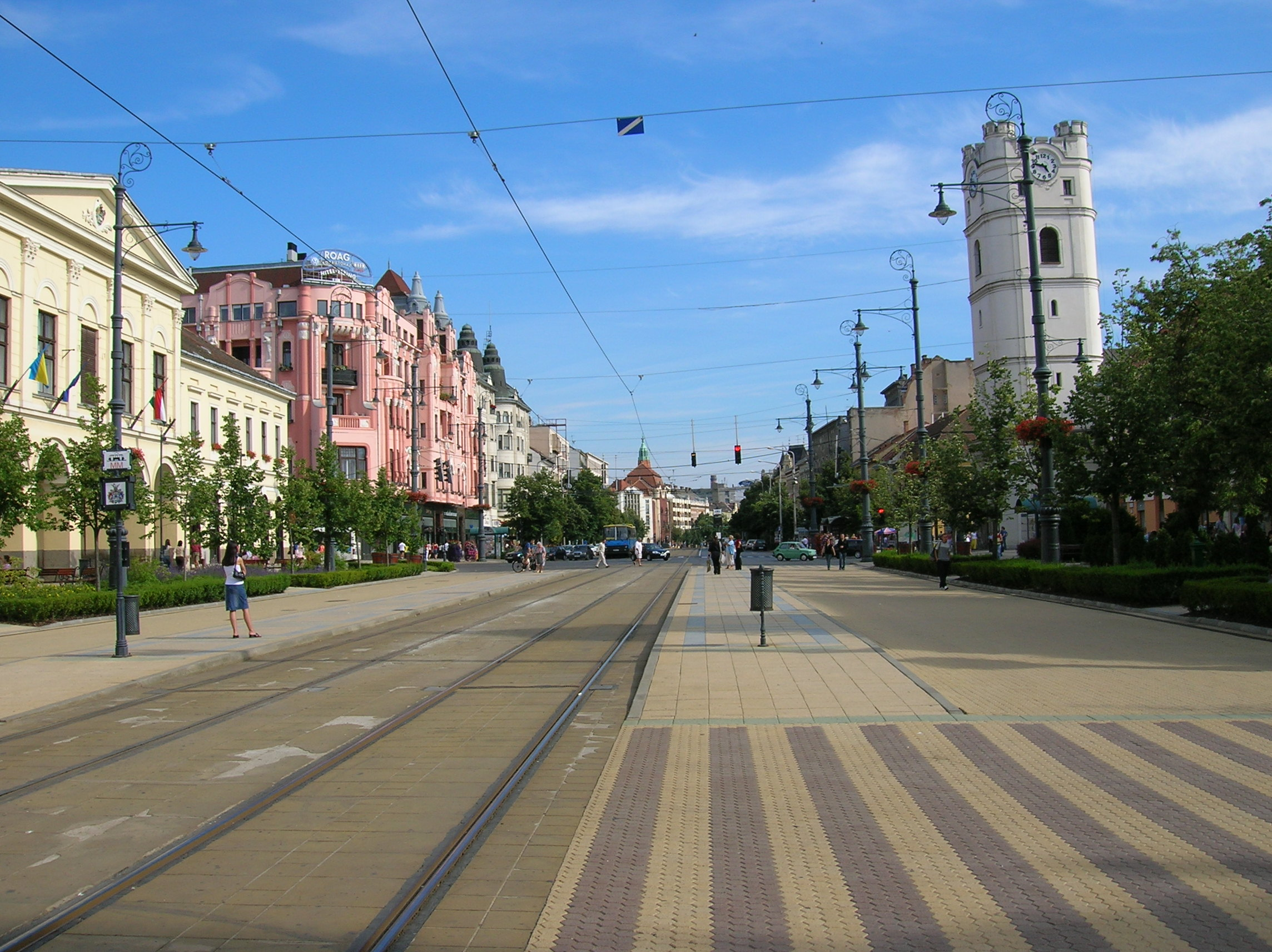
Tržní ulice (Piac utca), hlavní ulice Debrecína
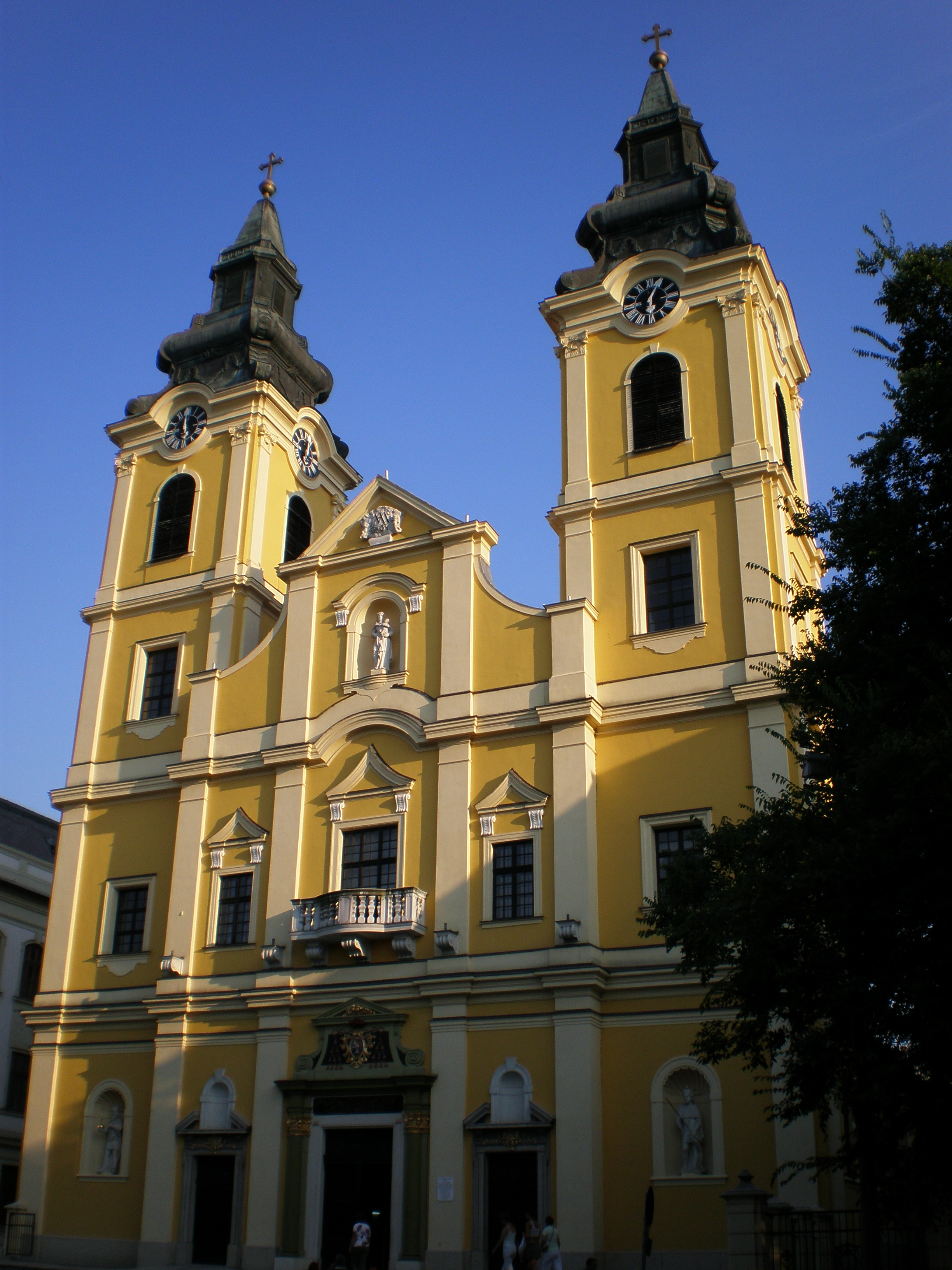
Římskokatolická katedrála sv. Anny
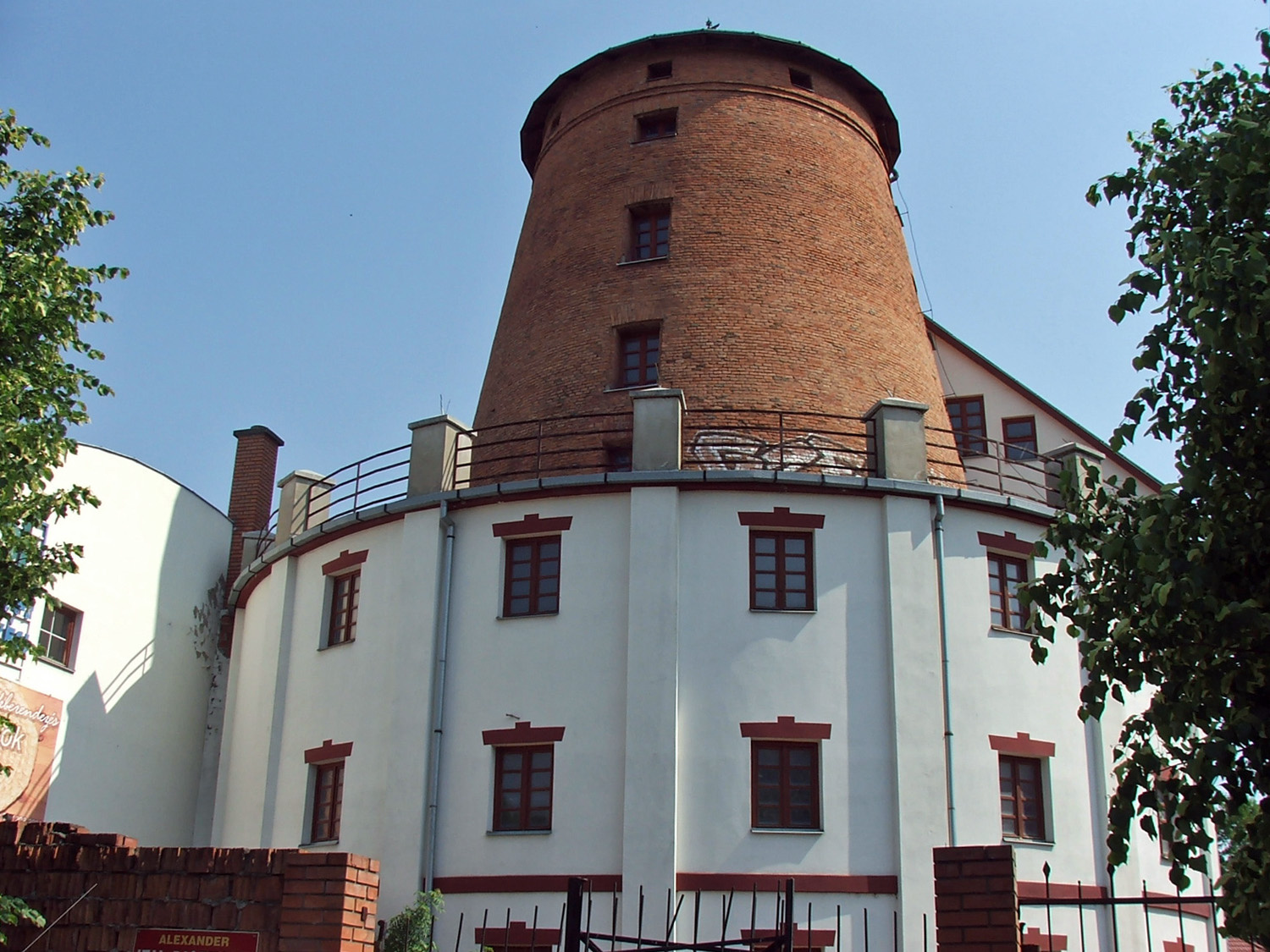
Hotel Větrný mlýn
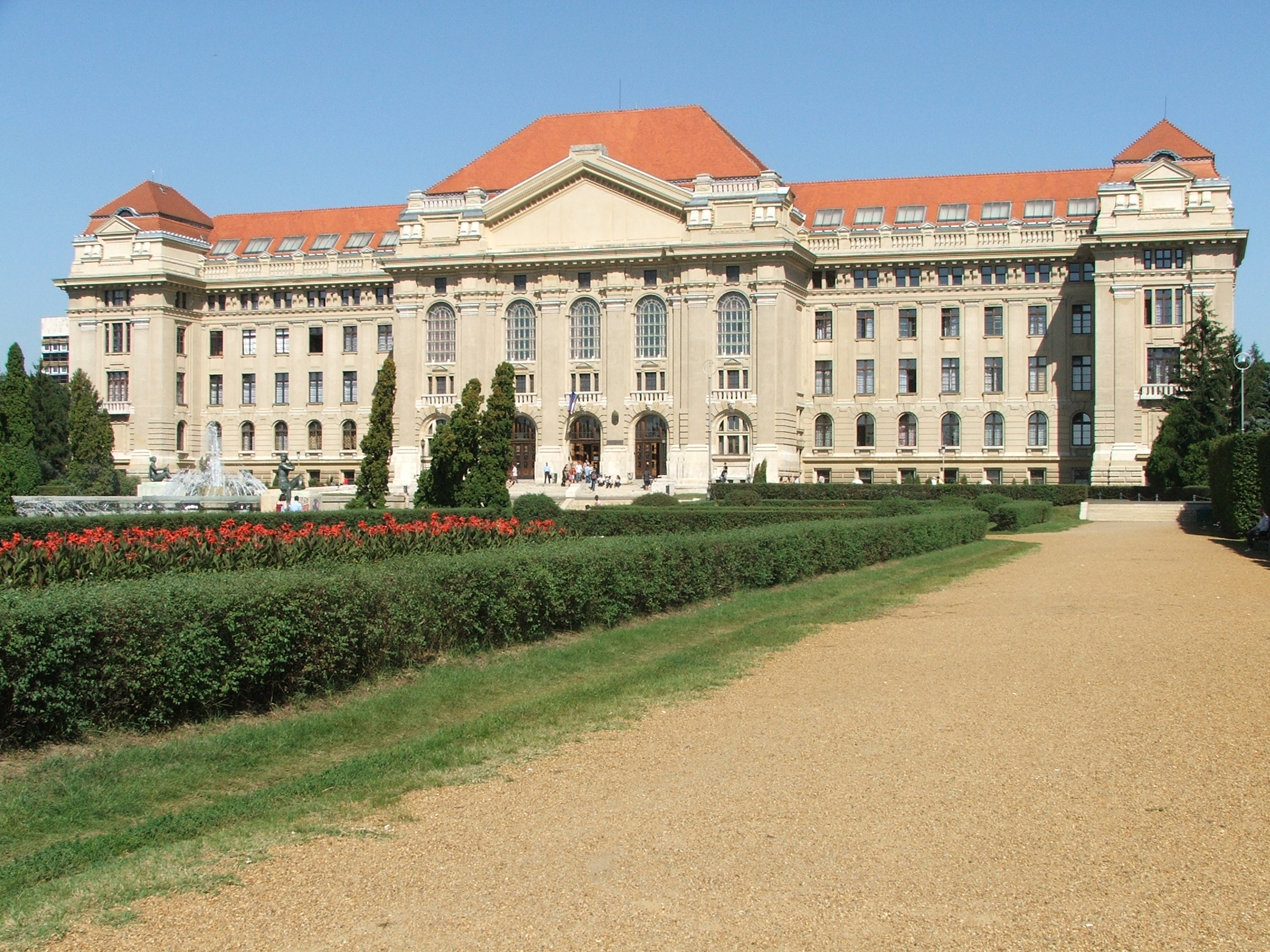
Hlavní budova univerzity, dnes budova filozofické fakulty
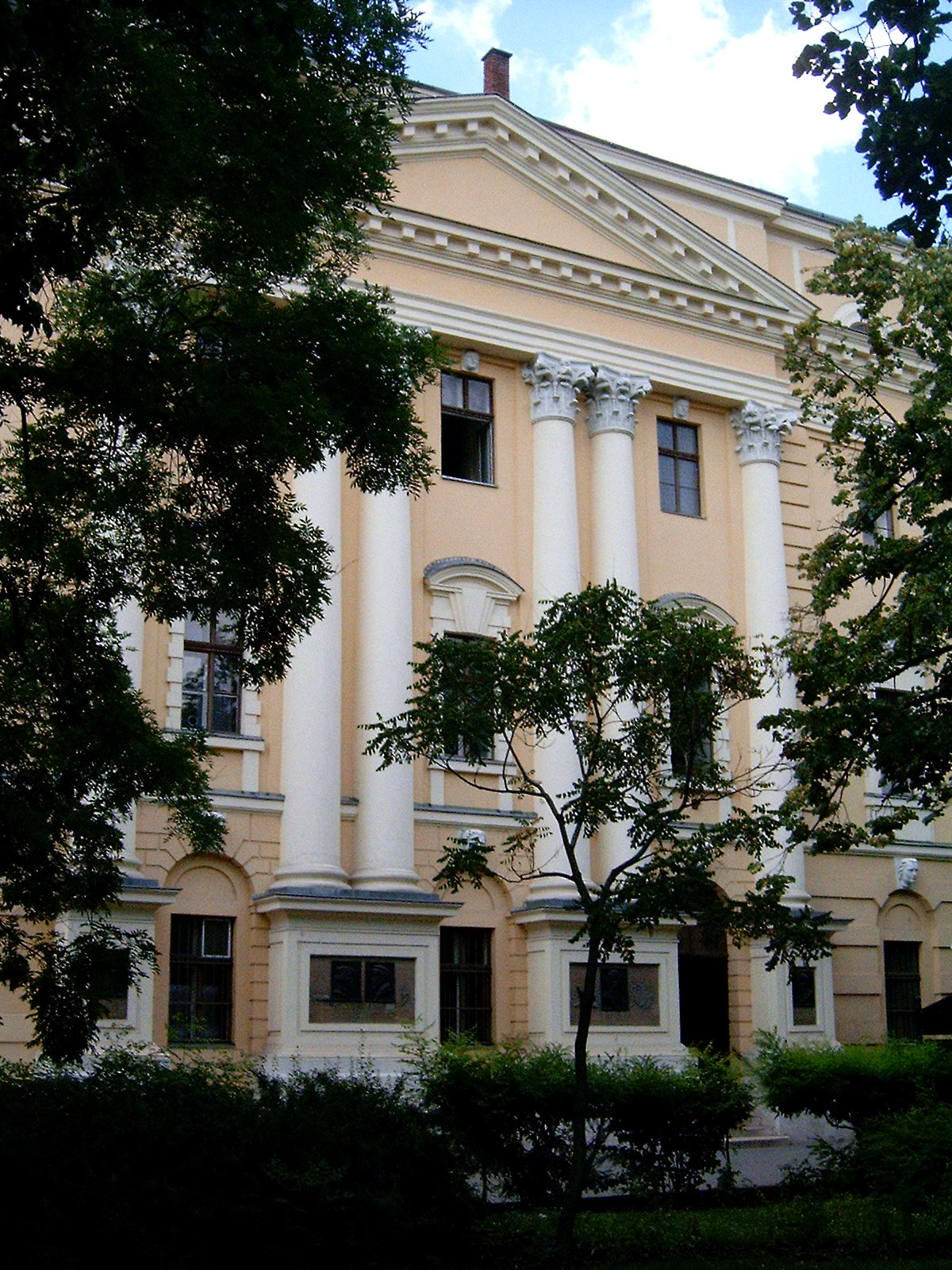
Reformované kolégium (gymnázium a teologická univerzita reformováného kostela)
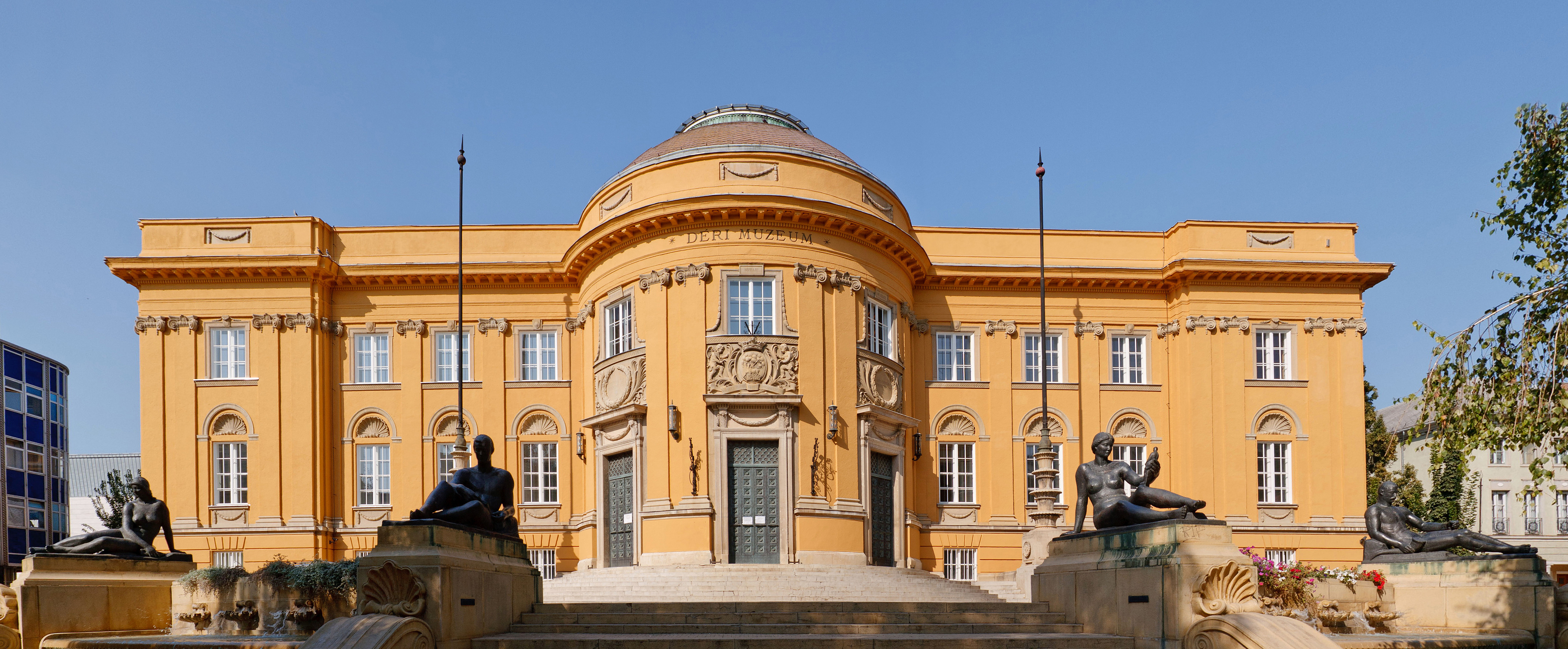
Muzeum Dériho
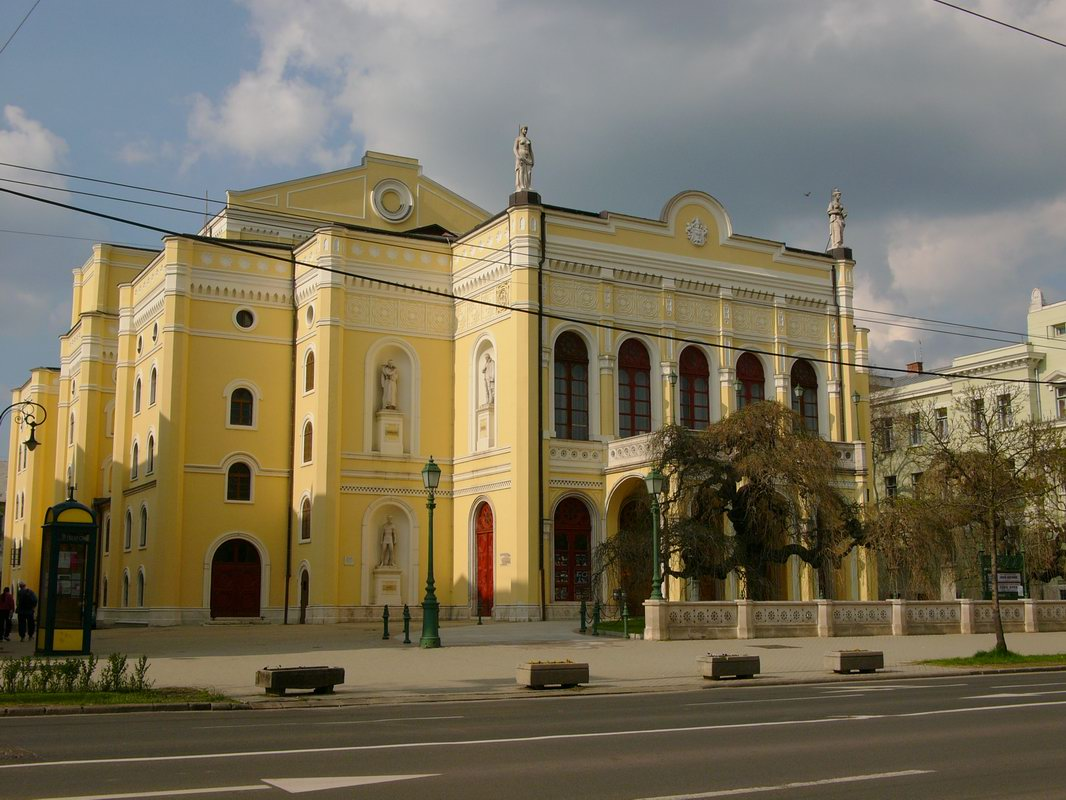
Národní dívadlo Vitéza Mihálya Csokonaiho
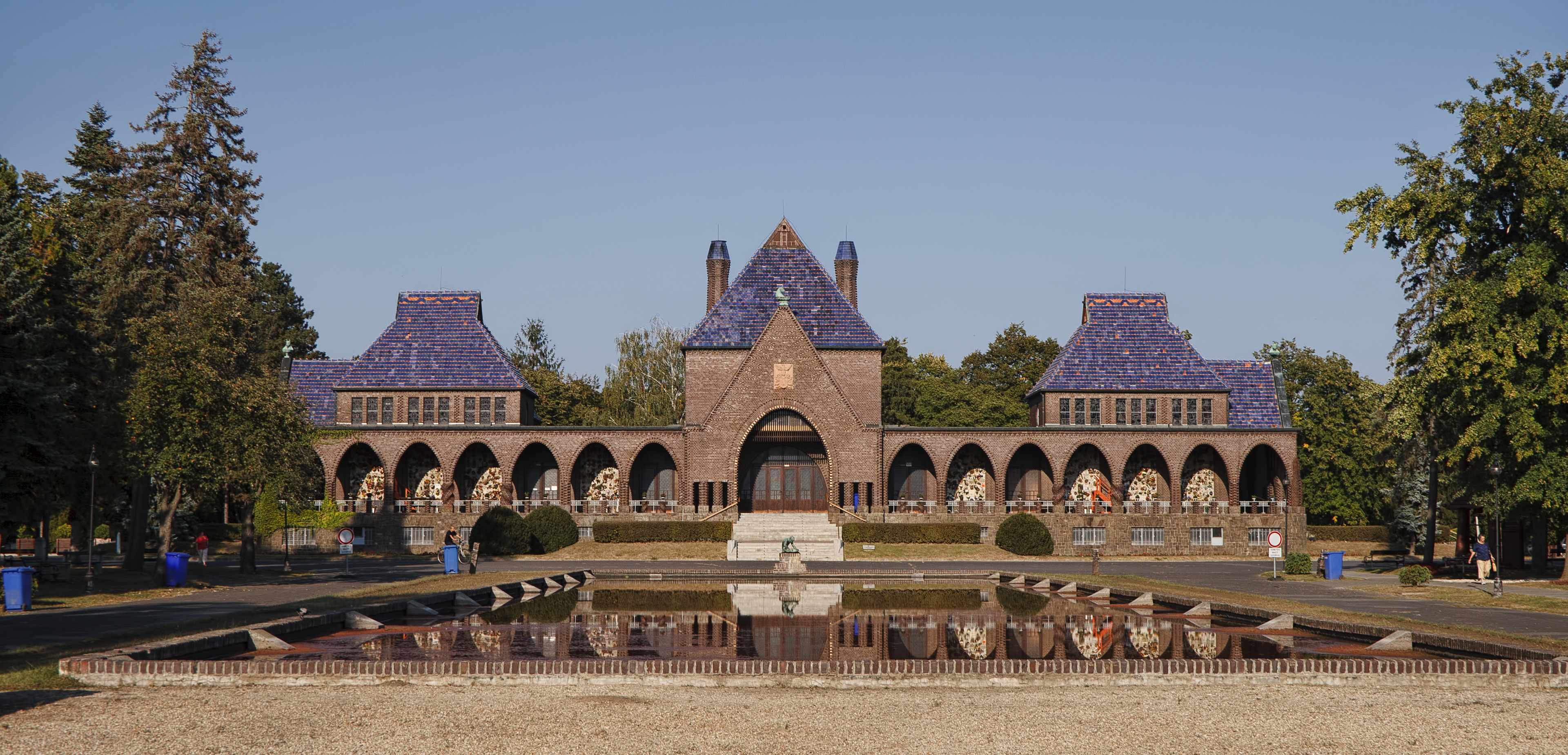
Krematorium
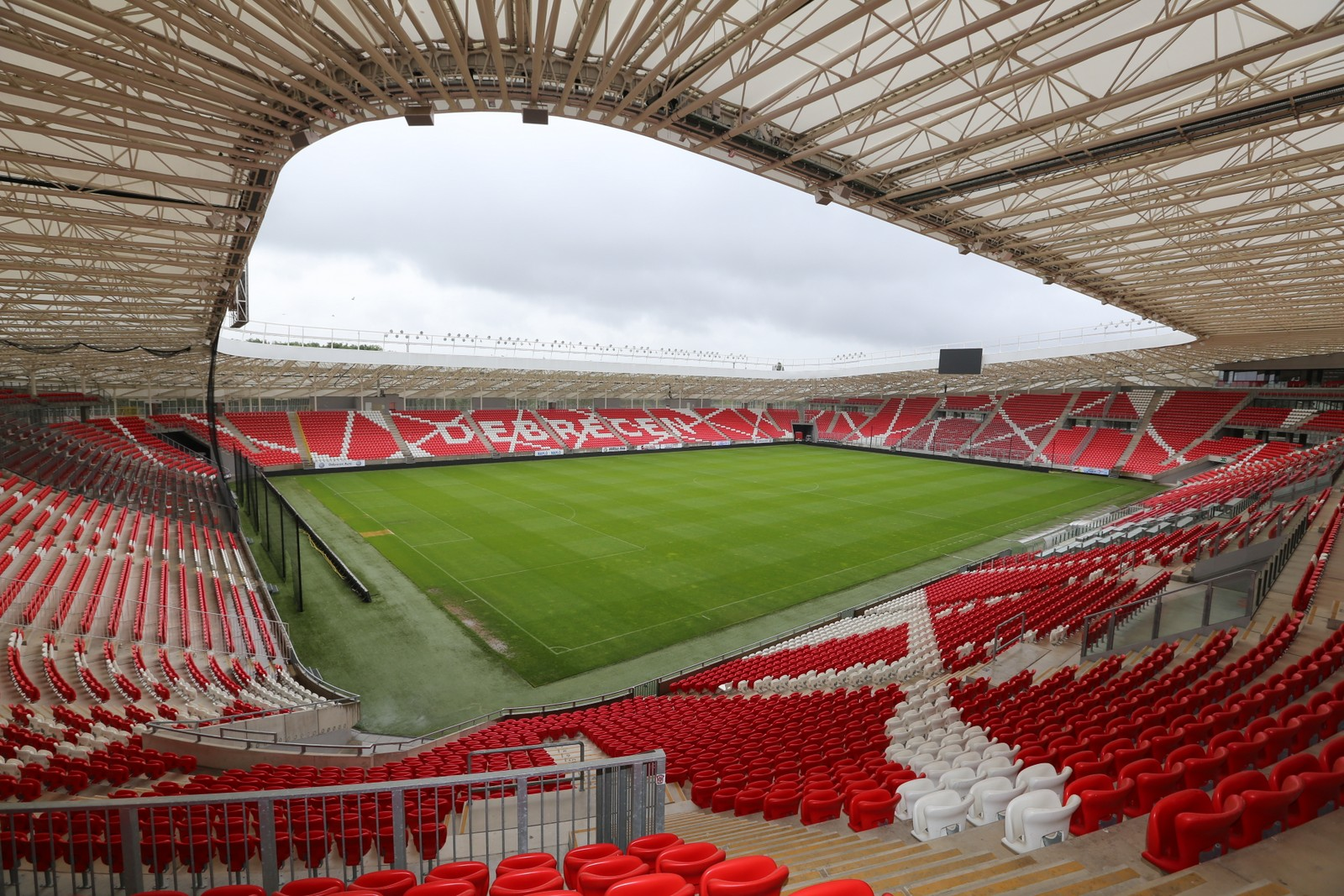
Stadion ve Velkém Lese (Nagyerdei Stadion) dom kluba Debreceni VSC

## Osobnosti
Rodáci
- Zsolt Baumgartner (* 1981), jezdec Formule 1
- Mihály Fazekas (1766–1828), spisovatel
- Mihály Flaskay (* 1982), plavec
- Imre Lakatos (1922–1974), filozof
- Paul László (1900–1993), architekt
- Magda Szabóová (1917–2007), spisovatelka
- Miklós Kocsár (* 1933), skladatel
- Chaim Michael Dov Weissmandl (1903–1957), rabín, v době 2. světové války velmi aktivní v úsilí o záchranu Židů
- Mihály Csokonai Vitéz (1773–1805), bástník

Žijící ve městě
- Endre Ady (1877–1919), básník
- Mihály Csokonai Vitéz (1773–1805), básník
- Géza Hofi (1936–2002), komik
- Sándor Szalay (1909–1987), fyzik
- Árpád Tóth (1886–1928), básník

## Partnerská města
- Cattolica, Itálie
- Chungking, Čína
- Jyväskylä, Finsko
- Klaipėda, Litva
- Lublin, Polsko
- New Brunswick, USA
- Oradea, Rumunsko
- Tongliao, Čína
- Paderborn, Německo
- Rišon le-Cijon, Izrael
- Setúbal, Portugalsko
- Petrohrad, Rusko
- Šumen, Bulharsko
- Taitung, Tchaj-wan
- Adana, Turecko
- Toluca, Mexiko